# Alma indomable
Alma Indomable (no Brasil, Alma Indomável) é uma telenovela da Venevisión, produzida na Flórida no ano de 2008.
A trama é totalmente original e foi escrita por Alberto Gómez.
Foi protagonizada Scarlet Ortiz e José Ángel Llamas e antagonizada por Lilibeth Morillo, Luis José Santander, Víctor González, Lisette Morelos, Patty Álvarez y Martha Picanes.

## Exibição
No Brasil, a telenovela foi exibida em horário nobre na Rede CNT, entre 11 de outubro de 2010 a 2 de maio de 2011, substituindo Pasión.
Está disponível no serviço de streaming Vix desde 2021.
Foi exibida no Brasil pela segunda vez, entre 01 de maio e 15 de dezembro de 2023, substituindo Coração Apaixonado e sendo substituída por Amor Secreto, no horário das 20:00, de segunda a sexta-feira, com maratona aos finais de semana, através do canal Novelíssima, disponível no serviço de streaming gratuito Samsung TV Plus.
Foi exibida pela segunda vez pelo Novelissima entre 24 de dezembro de 2024 a 11 de agosto de 2025 substituindo novamente Coração Apaixonado e sendo substituída por Acorrentada.
Outras mídias
A novela foi disponibilizada pelo serviço de streaming +SBT em 26 de setembro de 2024. É a primeira telenovela fora da Televisa a ser adicionada na plataforma.

## Sinopse
Alma Pérez é uma jovem selvagem e bonita de 23 anos, mora ao lado de Fucha, uma velha que sempre a explorou desde criança e com sua irmã adotiva; Jasmim, ambas correm rebeldes e despreocupadas pela terra, banham-se nos rios e roubam frutas da impressionante fazenda da poderosa família Sorrento. Alma nunca frequentou uma escola, então sua educação é ruim e seu caráter selvagem a coloca em muitos problemas. Jasmim é o contrário, é tímida e calada, mas sempre se deixa levar pelas loucuras e travessuras que Alma inventa. O que ninguém sabe é que Alma é filha de Patrício Sorrento, um importante fazendeiro, e Cecilia De Ocampo, uma mulher fina e elegante que se separou da filha por causa de sua mãe malvada, Paula, para evitar um escândalo.
Do outro lado está João Paulo Robles, o administrador da fazenda Las Brisas que cuida de sua mãe inválida depois que ela foi baleada no meio de um assalto em sua casa. Na fazenda Las Brisas, de Don Patrício Sorrento, ele vive na companhia de sua filha Dubraska, uma jovem caprichosa e arrogante que esconde um terrível segredo: ela teve uma filha com um dos empregados da fazenda. Para evitar que descubram o terrível segredo de sua filha, Don Patrício compra João Paulo, que precisa do dinheiro para pagar a operação de sua mãe e voltar a andar. Com o tempo, João Paulo e Dubraska se casam e passam a morar juntos na fazenda Sorrento. Alma, que já havia se encontrado com João Paulo no rio, passa a trabalhar como criada onde é submetida à humilhação de Gertrudis,
Monica está noiva de Alberto, filho adotivo de Cecília e Danilo; No entanto, ela vive um romance tórrido com Nicanor, um trabalhador da fazenda Las Brisas, um homem malvado responsável por tornar inválida a mãe de João Pablo e que provocou um incêndio na humilde cabana de Alma e depois a acusou de ser uma bruxa. Ao mesmo tempo, os primos Abigail Richardi e Esteban De la Vega chegam da Europa para atender a negócios que têm com Patrício.
Imediatamente Esteban fica obcecado por Alma ao ver sua beleza e decide ficar para torná-la sua a todo custo, da mesma forma Abigail se apaixona perdidamente por João Paulo e fará todo o possível para torná-lo dela. Assim que Juan Pablo se divorciar de Dubraska, Abigail e Esteban, em cumplicidade com Mónica, Nicanor e Gertrudis farão todo o possível para tirar a indomável de suas vidas e separar o casal colocando em prática todas as suas maldades, porém Alma descobre por meio de uma carta que Patrício foi deixado para trás antes de ser envenenado e morto por Abigail e Paula, herdeira da fortuna de Sorrento. Agora protegida pela fortuna que seu pai lhe deixou, ela buscará vingança contra todos aqueles que a machucaram e se tornará mais indomável do que nunca.

## Elenco
- Scarlet Ortiz como Alma Pérez / Alma de la Vega/ Alma Sorrento
- José Ángel Llamas como Juan Pablo Robles
- Lilibeth Morillo como Abigail Richardi
- Luis José Santander como Esteban De la Vega
- Víctor González como Nicanor Sánchez
- Lisette Morelos como Mónica Sorrento
- Karina Mora como Dubraska Sorrento
- Oscar Corbella como Patricio Sorrento
- Patty Alvarez como Gertrudis Sorrento
- Leonardo Daniel como Rogelio Sorrento
- Yul Bürkle como Fernando Ríos
- Rodolfo Jiménez como León Ríos
- Gabriel Parisi como Federico Urbaneja
- Juan Vidal como Raúl Urbaneja
- Adita Riera como Caridad Robles
- Martha Picanes como Paula Romero
- Esperanza Rendon como Cecilia Ocampo
- Franklin Virguez como Danilo Ocampo
- Alan como Alberto "Beto" Ocampo
- Maite Embil como Amanda Rosales / Amparo "La Españolita"
- Isabel Moreno como Rafaela "Fucha" Pérez
- Tali Duclaud como Jazmín Pérez de Ocampo
- Kenya Hijuelos como Susana "Susy"
- Nelida Ponce como Carmela "Carmelita" Ríos
- Julio Capote como Ramón Olivares
- Yami Quintero como Luisa Olivares
- Ezequiel Montalt como Mauricio Lira
- Roberto Levermann como Theofilo "Theo"
- Yadira Santana como Guadalupe "Lupe"
- Martha Pabon como Rosa Angélica Antúnez
- Ali Sanchez como Sabrina Ortiz "Azul"
- Veronica Noboa como Venus Estrella

## Produção
- Historia original: Alberto Gomez
- Adaptação: Omaira Rivero
- Capítulos: 165